# Morti nel 2018/Dicembre
| Questa pagina contiene informazioni ricavate automaticamente dalle voci biografiche con l'ausilio del template Bio e di un bot. L'aggiornamento è periodico e automatico e ricostruisce completamente la pagina. Se manca una persona in questa lista, sei pregato di non aggiungerla, ma accertati piuttosto che la sua voce biografica contenga il template Bio e che i dati anagrafici siano correttamente compilati. Se il template Bio manca, inseriscilo tu stesso o, in alternativa, metti l'avviso {{tmp\|Bio}} che ne segnala la mancanza. Se i dati riportati sono sbagliati, correggi direttamente la voce biografica; le modifiche saranno visibili in questa lista entro pochi giorni. Per chiarimenti vedi il progetto biografie. La lista contiene solo le 210 persone che sono citate nell'enciclopedia e per le quali è stato implementato correttamente il template Bio. Pagina aggiornata al 10 ago 2025. |

- 1º dicembre - Paolo Barozzi, scrittore e giornalista italiano (n. 1935)
- 1º dicembre - Ken Berry, attore statunitense (n. 1933)
- 1º dicembre - Ennio Fantastichini, attore italiano (n. 1955)
- 1º dicembre - Terry Layton, allenatore di pallacanestro statunitense (n. 1947)
- 1º dicembre - Bernd Martin, calciatore tedesco (n. 1955)
- 2 dicembre - Gianni Asti, allenatore di pallacanestro italiano (n. 1947)
- 2 dicembre - Lothar Baumgarten, artista tedesco (n. 1944)
- 2 dicembre - Ugo De Censi, presbitero e missionario italiano (n. 1924)
- 2 dicembre - Pietro Giammanco, magistrato italiano (n. 1931)
- 3 dicembre - Markus Beyer, pugile tedesco (n. 1971)
- 3 dicembre - Philip Bosco, attore statunitense (n. 1930)
- 3 dicembre - Justin Cartwright, scrittore, regista e sceneggiatore britannico (n. 1943)
- 3 dicembre - Albert Frère, imprenditore belga (n. 1926)
- 3 dicembre - Andrej Georgievič Bitov, scrittore russo (n. 1937)
- 3 dicembre - Geoff Murphy, regista neozelandese (n. 1938)
- 3 dicembre - Josep Lluís Núñez, dirigente sportivo spagnolo (n. 1931)
- 4 dicembre - Nelson Díaz, calciatore uruguaiano (n. 1942)
- 4 dicembre - Selma Engel-Wijnberg, superstite dell'Olocausto olandese (n. 1922)
- 4 dicembre - Franco Morozzo Della Rocca, magistrato italiano (n. 1927)
- 4 dicembre - Nh. Dini, scrittrice e attivista indonesiana (n. 1936)
- 4 dicembre - Giovanni Ranalli, politico e sindacalista italiano (n. 1924)
- 5 dicembre - Evy Berggren, ginnasta svedese (n. 1934)
- 5 dicembre - Dynamite Kid, wrestler inglese (n. 1958)
- 5 dicembre - Thor Hansen, giocatore di poker norvegese (n. 1947)
- 5 dicembre - Behçet Safa, pittore turco (n. 1934)
- 6 dicembre - Victor Bach, pianista, organista e direttore d'orchestra italiano (n. 1937)
- 6 dicembre - Győző Forintos, scacchista ungherese (n. 1935)
- 6 dicembre - Alan Gallagher, giocatore di baseball statunitense (n. 1945)
- 6 dicembre - Larry Hennig, wrestler statunitense (n. 1936)
- 6 dicembre - Joseph Joffo, scrittore francese (n. 1931)
- 6 dicembre - Aleksandr Minaev, calciatore sovietico (n. 1954)
- 6 dicembre - Willie Murrell, cestista statunitense (n. 1941)
- 6 dicembre - Isiah Robertson, giocatore di football americano statunitense (n. 1949)
- 6 dicembre - Pete Shelley, musicista inglese (n. 1955)
- 6 dicembre - Tarciso, calciatore brasiliano (n. 1951)
- 7 dicembre - Belisario Betancur Cuartas, politico colombiano (n. 1923)
- 7 dicembre - Aldo Grimaldi, armatore italiano (n. 1922)
- 7 dicembre - Victor Hayden, pittore e musicista statunitense
- 7 dicembre - Michal Kraus, scrittore ceco (n. 1930)
- 7 dicembre - Luigi Radice, calciatore e allenatore di calcio italiano (n. 1935)
- 7 dicembre - Giorgio di Simone, architetto e scrittore italiano (n. 1925)
- 7 dicembre - Lino Villa, calciatore italiano (n. 1946)
- 8 dicembre - Ljudmila Alekseeva, scrittrice, storica e attivista russa (n. 1927)
- 8 dicembre - Evelyn Berezin, ingegnera, inventrice e informatica statunitense (n. 1925)
- 8 dicembre - Enrico Crispolti, storico dell'arte e critico d'arte italiano (n. 1933)
- 8 dicembre - Loredana Limone, scrittrice e gastronoma italiana (n. 1961)
- 8 dicembre - Carlo Loffredo, contrabbassista italiano (n. 1924)
- 8 dicembre - Michele Monti, judoka italiano (n. 1970)
- 8 dicembre - Giorgio Vido, politico italiano (n. 1941)
- 8 dicembre - Maria Teresa Cárcomo Lobo, politica e giurista portoghese (n. 1929)
- 9 dicembre - Eric Anderson, cestista statunitense (n. 1970)
- 9 dicembre - Tim Bassett, cestista statunitense (n. 1951)
- 9 dicembre - Robert Bergland, politico statunitense (n. 1928)
- 9 dicembre - William Blum, giornalista, scrittore e storico statunitense (n. 1933)
- 9 dicembre - Riccardo Giacconi, astrofisico italiano (n. 1931)
- 9 dicembre - Yumiko Shige, velista giapponese (n. 1965)
- 10 dicembre - Alvin Epstein, attore, mimo e regista teatrale statunitense (n. 1925)
- 10 dicembre - Fazio Fabbrini, politico e partigiano italiano (n. 1926)
- 10 dicembre - Robert Spaemann, filosofo e teologo tedesco (n. 1927)
- 10 dicembre - Xavier Tilliette, filosofo, storico della filosofia e teologo francese (n. 1921)
- 11 dicembre - Winifred Griffin, nuotatrice neozelandese (n. 1932)
- 11 dicembre - Helga Henning, velocista tedesca (n. 1937)
- 11 dicembre - Nura bint Isa Al Khalifa, nobildonna bahreinita
- 11 dicembre - Walter Williams, calciatore honduregno (n. 1983)
- 12 dicembre - Gianfranco Cecchele, tenore italiano (n. 1938)
- 12 dicembre - Carlos Cecconato, calciatore argentino (n. 1930)
- 12 dicembre - Iraj Danaeifard, calciatore iraniano (n. 1951)
- 12 dicembre - Noël Duval, storico, archeologo e epigrafista francese (n. 1929)
- 12 dicembre - Wilhelm Genazino, giornalista e scrittore tedesco (n. 1943)
- 12 dicembre - Ferenc Kósa, regista e sceneggiatore ungherese (n. 1937)
- 12 dicembre - Odile Rodin, attrice francese (n. 1937)
- 13 dicembre - Bill Fralic, giocatore di football americano statunitense (n. 1962)
- 13 dicembre - John Fujioka, attore statunitense (n. 1925)
- 13 dicembre - Sylvia Geszty, soprano ungherese (n. 1934)
- 13 dicembre - Noah Klieger, scrittore, giornalista e dirigente sportivo israeliano (n. 1925)
- 13 dicembre - Väinö Korhonen, pentatleta e schermidore finlandese (n. 1926)
- 14 dicembre - J~Sin Trioxin, chitarrista, cantante e cantautore statunitense (n. 1979)
- 14 dicembre - Matti Kassila, regista e sceneggiatore finlandese (n. 1924)
- 14 dicembre - Joe Osborn, bassista statunitense (n. 1937)
- 14 dicembre - Edmond Simeoni, politico francese (n. 1934)
- 14 dicembre - Nancy Wilson, cantante statunitense (n. 1937)
- 15 dicembre - John Clawson, cestista statunitense (n. 1944)
- 15 dicembre - Grant Golden, tennista statunitense (n. 1929)
- 15 dicembre - Ralph Koltai, scenografo tedesco (n. 1924)
- 15 dicembre - Akira Kōdate, ingegnere e dirigente d'azienda giapponese (n. 1925)
- 15 dicembre - Doris Laine, ballerina e direttrice artistica finlandese (n. 1931)
- 15 dicembre - Milunka Lazarević, scacchista e giornalista serba (n. 1932)
- 15 dicembre - Giuseppe Lippi, curatore editoriale, scrittore e traduttore italiano (n. 1953)
- 15 dicembre - Philippe Moureaux, politico belga (n. 1939)
- 15 dicembre - Dušan Nikolić, calciatore jugoslavo (n. 1953)
- 15 dicembre - Girma Wolde Giorgis, politico etiope (n. 1924)
- 16 dicembre - Norberto Galli, presbitero e pedagogista italiano (n. 1926)
- 16 dicembre - Eraldo Isidori, politico italiano (n. 1940)
- 16 dicembre - Geeta Iyengar, insegnante indiana (n. 1944)
- 16 dicembre - Eduardo MacGregor, attore spagnolo (n. 1930)
- 16 dicembre - Barto Pedro Orent-Niedzielski, giornalista, conduttore radiofonico e musicista polacco (n. 1983)
- 16 dicembre - Mircea Petescu, allenatore di calcio e calciatore rumeno (n. 1943)
- 16 dicembre - Felice Pulici, calciatore, allenatore di calcio e dirigente sportivo italiano (n. 1945)
- 16 dicembre - Giuseppe Sermonti, biologo e saggista italiano (n. 1925)
- 17 dicembre - Zura Karuhimbi, filantropa ruandese
- 17 dicembre - Galt MacDermot, compositore e pianista canadese (n. 1928)
- 17 dicembre - Penny Marshall, attrice, regista e produttrice cinematografica statunitense (n. 1943)
- 17 dicembre - Paul Meister, schermidore svizzero (n. 1926)
- 17 dicembre - Andrėj Ščarbakoŭ, calciatore bielorusso (n. 1991)
- 18 dicembre - David Austin, botanico e scrittore britannico (n. 1926)
- 18 dicembre - Emilia Chiancóne, biologa italiana (n. 1938)
- 18 dicembre - Tulsi Giri, politico nepalese (n. 1926)
- 18 dicembre - Lajos Grendel, scrittore ungherese (n. 1948)
- 18 dicembre - Bogdan Müller, cestista jugoslavo (n. 1930)
- 18 dicembre - Shinobu Sekine, judoka giapponese (n. 1943)
- 18 dicembre - Bill Slater, calciatore inglese (n. 1927)
- 18 dicembre - Raimo Vartia, cestista e allenatore di pallacanestro finlandese (n. 1937)
- 19 dicembre - Ron Abegglen, cestista e allenatore di pallacanestro statunitense (n. 1937)
- 19 dicembre - Jacques Louis Antoine Marie David, vescovo cattolico francese (n. 1930)
- 19 dicembre - Mel Hutchins, cestista statunitense (n. 1928)
- 19 dicembre - Helena Jošková, cestista cecoslovacca (n. 1939)
- 19 dicembre - Peter Masterson, attore, regista e produttore cinematografico statunitense (n. 1934)
- 19 dicembre - Feliciano Montero, storico spagnolo (n. 1948)
- 19 dicembre - Salvatore Rocca Rossetti, chirurgo italiano (n. 1927)
- 19 dicembre - Stelvio Rosi, attore e produttore cinematografico italiano (n. 1938)
- 20 dicembre - Donald Moffat, attore britannico (n. 1930)
- 20 dicembre - Andrea G. Pinketts, scrittore, giornalista e personaggio televisivo italiano (n. 1960)
- 21 dicembre - Luigi Giuliani, attore italiano (n. 1940)
- 21 dicembre - Edda Göring, funzionaria tedesca (n. 1938)
- 21 dicembre - Maria Pia Mapelli, cestista italiana (n. 1935)
- 21 dicembre - Giovanni Martorana, attore italiano (n. 1962)
- 21 dicembre - Antonio Masini, pittore, incisore e scultore italiano (n. 1933)
- 21 dicembre - Laya Raki, attrice e ballerina tedesca (n. 1927)
- 21 dicembre - Rudolf Schlegelmilch, fisico e paleontologo tedesco (n. 1931)
- 22 dicembre - Paddy Ashdown, politico e diplomatico britannico (n. 1941)
- 22 dicembre - Enzo Boschi, geofisico italiano (n. 1942)
- 22 dicembre - Jean Bourgain, matematico belga (n. 1954)
- 22 dicembre - Jane Langton, scrittrice e illustratrice statunitense (n. 1922)
- 22 dicembre - Giorgio Lunghini, economista italiano (n. 1938)
- 22 dicembre - Roberto Suazo Córdova, politico e medico honduregno (n. 1927)
- 22 dicembre - Talal bin Abd al-Aziz Al Sa'ud, principe, politico e imprenditore saudita (n. 1931)
- 23 dicembre - Adriana Berselli, costumista italiana (n. 1928)
- 23 dicembre - Kenichi Imaizumi, cestista giapponese (n. 1934)
- 23 dicembre - Stefano Livadiotti, giornalista e scrittore italiano (n. 1958)
- 23 dicembre - Bob Mattick, cestista statunitense (n. 1933)
- 23 dicembre - Elias M. Stein, matematico statunitense (n. 1931)
- 23 dicembre - Roberto Zamarin, cestista e allenatore di pallacanestro italiano (n. 1943)
- 24 dicembre - Jozef Adamec, allenatore di calcio e calciatore cecoslovacco (n. 1942)
- 24 dicembre - Martha Érika Alonso Hidalgo, politica messicana (n. 1973)
- 24 dicembre - Osvaldo Bayer, scrittore, storico e giornalista argentino (n. 1927)
- 24 dicembre - Laura De Vescovi, fumettista italiana (n. 1928)
- 24 dicembre - Mahmoud Hashemi Shahroudi, politico iraniano (n. 1948)
- 24 dicembre - Rosario Mazzola, vescovo cattolico italiano (n. 1924)
- 24 dicembre - Stanko Poklepović, allenatore di calcio e calciatore croato (n. 1938)
- 25 dicembre - Baldur Ragnarsson, scrittore e esperantista islandese (n. 1930)
- 25 dicembre - Abdul Salaam El Razzac, attore statunitense (n. 1944)
- 25 dicembre - Patrice Martinez, attrice statunitense (n. 1963)
- 25 dicembre - Grazia Nidasio, fumettista e illustratrice italiana (n. 1931)
- 25 dicembre - Sigi Schmid, calciatore e allenatore di calcio tedesco (n. 1953)
- 25 dicembre - Rosalyn Terborg-Penn, scrittrice e storica statunitense (n. 1941)
- 26 dicembre - Frank Adonis, attore e regista statunitense (n. 1935)
- 26 dicembre - Wendy Beckett, religiosa e storica dell'arte sudafricana (n. 1930)
- 26 dicembre - Fabio Carpi, regista, sceneggiatore e scrittore italiano (n. 1925)
- 26 dicembre - John Culver, politico statunitense (n. 1932)
- 26 dicembre - Germán García, scrittore e psicoanalista argentino (n. 1944)
- 26 dicembre - Roy Glauber, fisico statunitense (n. 1925)
- 26 dicembre - Jorge Grau, regista spagnolo (n. 1930)
- 26 dicembre - Carlo Maria Maggi, terrorista italiano (n. 1934)
- 26 dicembre - Don McKay, attore, cantante e ballerino statunitense (n. 1925)
- 26 dicembre - Sono Osato, ballerina e attrice statunitense (n. 1919)
- 26 dicembre - Lawrence G. Roberts, ingegnere statunitense (n. 1937)
- 26 dicembre - Nancy Roman, astronoma statunitense (n. 1925)
- 26 dicembre - Morton Sobell, ingegnere statunitense (n. 1917)
- 26 dicembre - Peter Swinnerton-Dyer, matematico britannico (n. 1927)
- 27 dicembre - Juan Bautista Agüero, calciatore paraguaiano (n. 1935)
- 27 dicembre - Boško Božić, allenatore di pallacanestro croato (n. 1952)
- 27 dicembre - Dante Castellazzi, calciatore italiano (n. 1936)
- 27 dicembre - Jim Davis, cestista e allenatore di pallacanestro statunitense (n. 1941)
- 27 dicembre - Giorgio Degola, politico italiano (n. 1923)
- 27 dicembre - Robert Kerman, attore e attore pornografico statunitense (n. 1947)
- 27 dicembre - Miúcha, cantante e compositrice brasiliana (n. 1937)
- 27 dicembre - Bumper Tormohlen, cestista e allenatore di pallacanestro statunitense (n. 1937)
- 28 dicembre - Abdelmalek Benhabyles, politico algerino (n. 1921)
- 28 dicembre - Jaja Fiastri, commediografa, sceneggiatrice e paroliera italiana (n. 1934)
- 28 dicembre - Toshiko Fujita, doppiatrice, attrice e cantante giapponese (n. 1950)
- 28 dicembre - Santiago García Aracil, arcivescovo cattolico spagnolo (n. 1940)
- 28 dicembre - Peter Hill-Wood, dirigente sportivo inglese (n. 1936)
- 28 dicembre - Attila Miklósházy, vescovo cattolico ungherese (n. 1931)
- 28 dicembre - Robert Edward Mulvee, vescovo cattolico statunitense (n. 1930)
- 28 dicembre - Amos Oz, scrittore e saggista israeliano (n. 1939)
- 28 dicembre - Edwin Pavón, allenatore di calcio honduregno (n. 1962)
- 28 dicembre - Franco Pisano, generale e aviatore italiano (n. 1930)
- 28 dicembre - Giuseppe Rebecchini, architetto italiano (n. 1941)
- 28 dicembre - Shehu Shagari, politico nigeriano (n. 1925)
- 28 dicembre - June Whitfield, attrice britannica (n. 1925)
- 28 dicembre - Evgenij Zimin, hockeista su ghiaccio sovietico (n. 1947)
- 29 dicembre - Adelio Cogliati, paroliere e produttore discografico italiano (n. 1948)
- 29 dicembre - Brian Garfield, scrittore statunitense (n. 1939)
- 29 dicembre - Yehoshua Glazer, calciatore israeliano (n. 1927)
- 29 dicembre - Ringo Lam, regista, produttore cinematografico e sceneggiatore hongkonghese (n. 1955)
- 29 dicembre - Rosenda Monteros, attrice messicana (n. 1935)
- 29 dicembre - Gustavo Olguín, pallanuotista e pittore messicano (n. 1925)
- 29 dicembre - Aldo Parisot, violoncellista e docente brasiliano (n. 1918)
- 30 dicembre - Peter Robert Franke, numismatico e storico tedesco (n. 1926)
- 30 dicembre - Edgar Hilsenrath, scrittore tedesco (n. 1926)
- 30 dicembre - Pasquale Lombardi, calciatore italiano (n. 1939)
- 30 dicembre - Don Lusk, regista e animatore statunitense (n. 1913)
- 30 dicembre - Mrinal Sen, regista indiano (n. 1923)
- 30 dicembre - Blandine Verlet, clavicembalista francese (n. 1942)
- 31 dicembre - Urbie Green, trombonista statunitense (n. 1926)
- 31 dicembre - Kató Havas, violinista ungherese (n. 1920)
- 31 dicembre - Kader Khan, attore e sceneggiatore indiano (n. 1937)
- 31 dicembre - Gennaro Papa, politico e avvocato italiano (n. 1925)
- 31 dicembre - Antônio Salvador Sucar, cestista brasiliano (n. 1939)
- 31 dicembre - Peter Thompson, calciatore inglese (n. 1942)